# Flight 7500
Flight 7500 é um filme de terror supernatural produzido nos Estados Unidos, dirigido por Takashi Shimizu e lançado em 2014.